# Perlička kropenatá

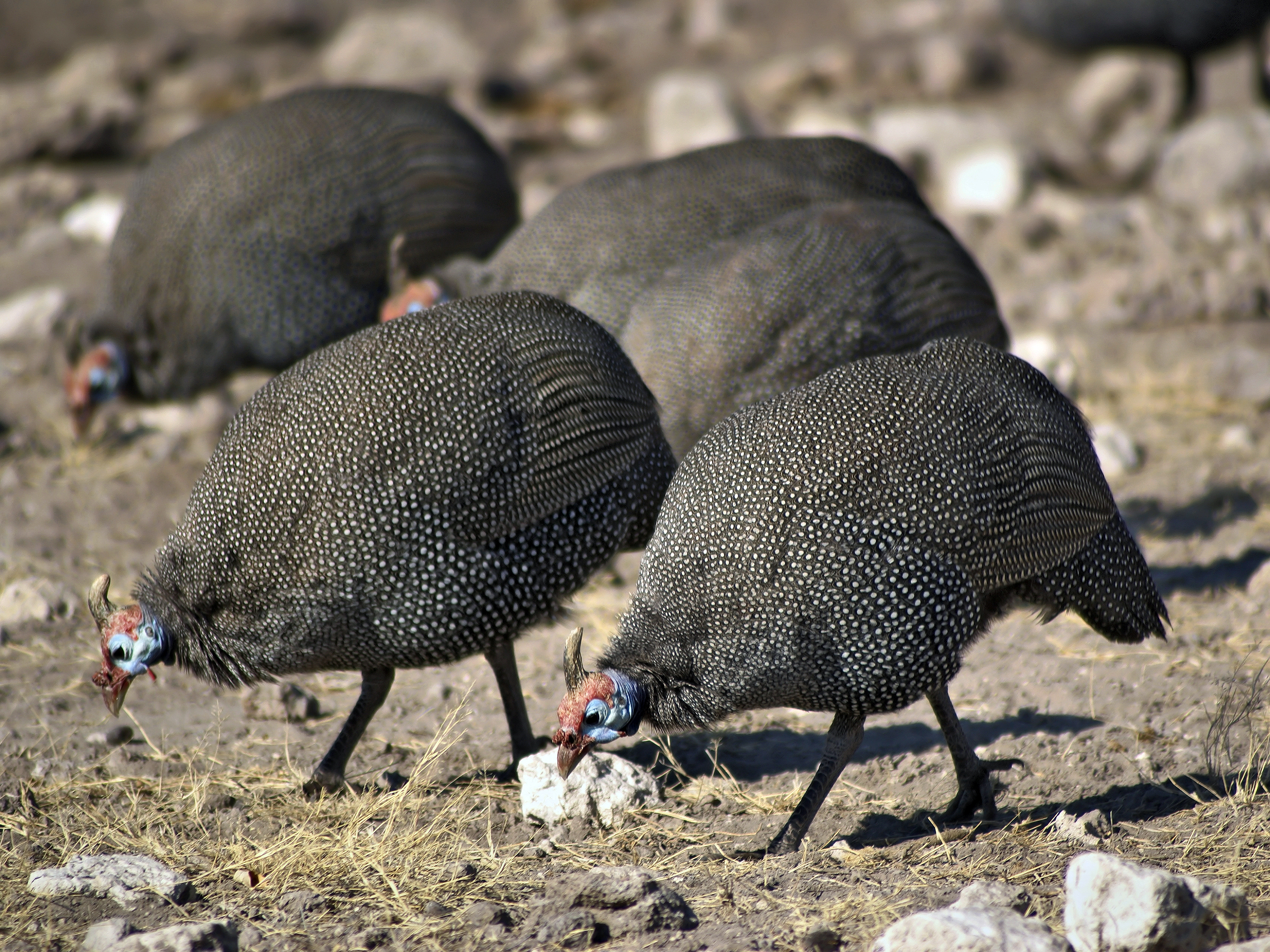
Hejno perliček v Národním parku Etosha

Perlička kropenatá (Numida meleagris), známá též pod názvy perlička obecná nebo štětcovitá, je velký pták z čeledi perličkovitých. Jedná se též o jediného představitele rodu Numida.
Domestikovaná forma perličky kropenaté se nazývá perlička domácí (Numida meleagris f. domestica).

## Popis
Dorůstá 53–63 cm a váží průměrně 1,3 kg. Má zavalité tělo, nápadně malou, neopeřenou hlavu s přilbicí, krátký ocas a krátká zakulacená křídla. Opeření je černé, bíle skvrnité, hlava a strany krku jsou modré, přilbice žlutohnědá a zobák červený se žlutým koncem.
Výzkum mechaniky pohybu tohoto ptáka a vlivu jeho chůze na substrát ukázal, že podobným způsobem se v období druhohor pohybovali také teropodní dinosauři.

## Rozšíření
Žije v savanách, na hospodářské půdě a v jiných teplých, sušších, otevřených krajinách s rozptýleným porostem keřů a stromů. Její areál rozšíření zahrnuje téměř celou subsaharskou Afriku, izolovaně se vyskytuje též v severozápadním Maroku. Úmyslně byla zavlečena i do jiných částí světa, včetně jižní Francie nebo Karibiku.

## Způsob života

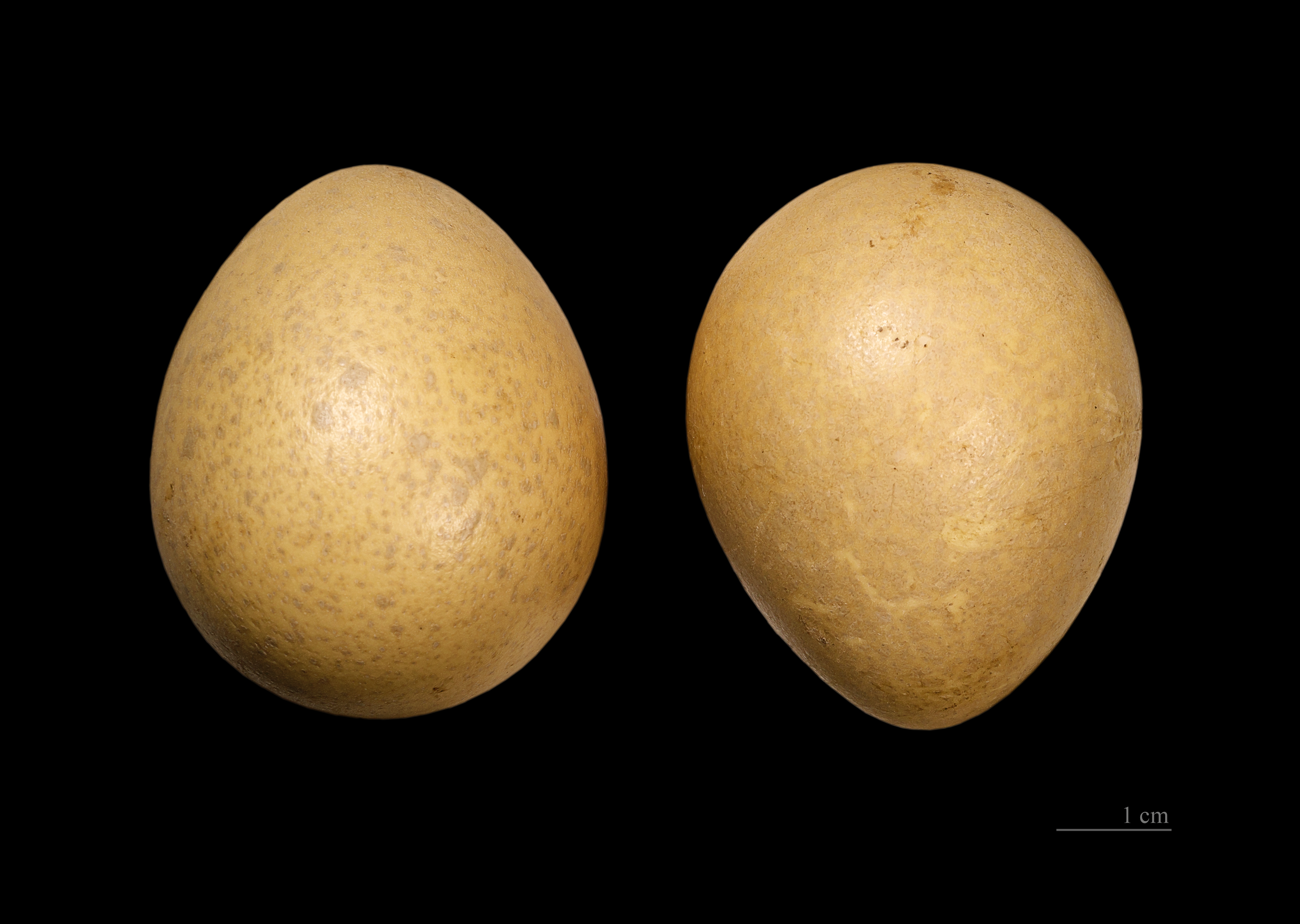
Vejce perličky

Žije v hejnech. Ta mimo hnízdní období čítají obvykle kolem 25 jedinců, ale na společných nocovištích mohou být i několikatisícová. Zdržuje se převážně na zemi, i při ohrožení upřednostňuje útěk před úletem. Živí se semeny, kořínky, travinami, plody, hlemýždi, pavouky, hmyzem, obojživelníky, ještěrkami, malými hady a savci. Po potravě často pátrá pomocí svých silných končetin, kterými rozhrabává půdu, podobně jako kur domácí. Hnízdo v podobě dobře skrytého dolíku buduje na zemi. V jedné snůšce pak bývá obvykle 6–12 světlých vajec, na jejichž 26–28denní inkubaci se podílí samotná samice. Mláďata jsou vzletná asi po 30 dnech.

## Perlička domácí

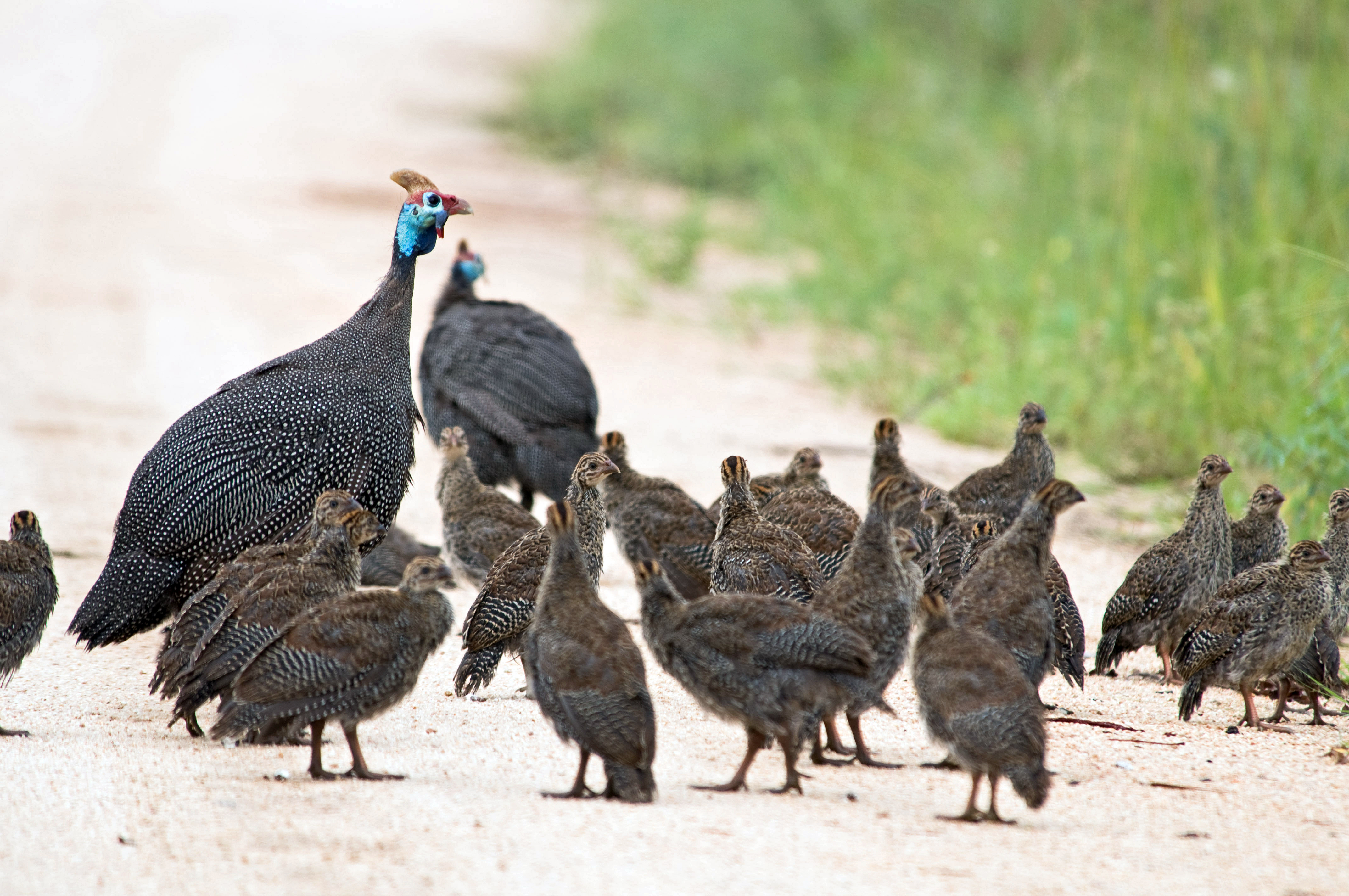
Samice s kuřaty

Domestikací perličky kropenaté vznikla perlička domácí (Numida meleagris f. domestica). Chov perliček má poměrně starou tradici, staří Egypťané je chovali pro maso a snad i vejce již kolem roku 1500 př. n. l. O pět staletí později je chovali také Kartaginci, Féničané a obyvatelé Numidie, od nichž je kolem roku 450 př. n. l. získali Řekové. Řekové dali perličce jméno Meleagris. O vzniku perliček hovoří řecký mýtus (zachycený později v Ovidiových Proměnách), podle něhož se jedná o sestry krále Meleagra z Kalydónu, které po jeho smrti bohyně Artemis proměnila v ptáky, navěky pokryté slzami žalu. Ve skutečnosti se jedná spíše o zkomoleninu řeckého slova melanagris. tj. „černobílý“. Řekové chovali perličky při chrámech a používali je hlavně jako obětní zvířata.
Římané perličky nazývali numida podle Numidie a velmi rádi jedli jejich maso i vejce. Jednalo se o luxusní, drahé jídlo, vyhrazené jen bohatým labužníkům, což dokládají Horatiovy satiry.
Po roce 300 se zřejmě perličky v upadající Římské říši přestaly chovat, neboť mizí z obrazových i literárních pramenů. Ve středověku nebyly v Evropě vůbec známy. O jejich znovuobjevení se postarali Portugalci, kteří je v polovině 15. stol. dovezli ze západoafrické Guineje. Proto se v některých jazycích včetně angličtiny perličky označují jako „guinejská drůbež“ (angl. Guinea fowl).
Perličky poskytují vynikající nahnědlá vejce, která mají nižší obsah cholesterolu než vejce slepičí a lze je dlouho skladovat (až půl roku), neboť mají velmi silnou skořápku. Snáška dosahuje 120-150 vajec a u speciálně šlechtěných nosných perliček až do 180-200 ks. Chutné je i maso perliček, které je málo tučné a chutná jako bažantí zvěřina. Perličky jsou chovány rovněž jako okrasní ptáci, neboť na dvoře či v zahradě působí opravdu dekorativně. Nelze zapomenout ani na to, že dokážou zahradu zbavit kobylek, slimáků a dalších škůdců.
Většímu rozšíření perliček brání nízký stupeň domestikace. Na rozdíl od slepic či krůt si zachovaly mnoho původních vlastností, kvůli nimž je nelze chovat ve velkém. Známá je jejich toulavost. Perličky rády opouštějí místo, kde jsou chovány, navštěvují okolní pozemky a vejce kladou do různých úkrytů (zanáší). Na vejcích sedí podstatně déle než slepice, až 28 dní. Rády nocují na stromech. Mláďata perliček jsou značně choulostivá a silnější mráz škodí i dospělým ptákům. Perličky jsou také dosti hlučné, ozývají se ráno, večer a před deštěm hlasitým, plechově znějícím krákoráním.
Perličky se živí obdobnou potravou jako slepice, mláďata potřebují hodně zeleného krmení. Domestikované perličky se od divokých předků liší jen vyšší hmotností, někdy i zbarvením. Většinou se chovají divoce zbarvené perličky, ale existují i perličky smetanově zbarvené, bílé, strakaté nebo modré, neskvrnité (tzv. levandulové).